# آتش (ترانه)
«آتش» (به انگلیسی: Fire، به کره‌ای: 불타오르네؛ bultaoreune، سوختن) ترانه‌ای از گروه پسرانهٔ کره‌ای بی‌تی‌اس، از آلبوم گردآوری‌شدهٔ زیباترین لحظه در زندگی: همیشه جوان (۲۰۱۶) است. نسخهٔ اصلی کره‌ای این تک‌آهنگ در ۲ مهٔ ۲۰۱۶، توسط بیگ هیت در کرهٔ جنوبی و نسخهٔ ژاپنی آن در ۷ سپتامبر ۲۰۱۶، توسط یونیورسال ژاپن و ویرجین-دف جم منتشر شد و بخشی از آلبوم استودیویی جوانی بود.

## عملکرد تجاری
«آتش» در صدر جدول ترانه‌های دیجیتال ملل بیلبورد جای گرفت. موزیک ویدئوی این تک‌آهنگ در فهرست پربیننده‌ترین ویدئوهای کی-پاپ در آمریکا و سراسر جهان: مهٔ ۲۰۱۶ بیلبورد اول شد.

## عوامل
جزئیات برگرفته از یادداشت‌های سی‌دی زیباترین لحظه در زندگی: همیشه جوان است.
- پی‌داگ- تهیه‌کننده، کیبورد، سینث‌سایزر، کورس، تنظیم صدا و رپ، مهندس ضبط (داگ بانس)
- «هیت‌من» بنگ- تهیه‌کننده
- آر ام- تهیه‌کننده
- شوگا- تهیه‌کننده
- دوین چنل- تهیه‌کننده
- جونگ کوک- کورس
- جیمین- کورس
- جیمز اف. رینولدز- مهندس میکس

## جداول

### جداول هفتگی
| جدول (۲۰۱۷)                                      | بالاترین موقعیت |
| ------------------------------------------------ | --------------- |
| دانلودهای فنلاند (جدول‌های رسمی فنلاند)           | ۱۱              |
| ژاپن (۱۰۰ آهنگ داغ ژاپن)                         | ۳۰              |
| فیلیپین (۱۰۰ آهنگ داغ فیلیپین)                   | ۲۲              |
| کرهٔ جنوبی (جدول تک‌آهنگ‌های گائون)                 | ۷               |
| فروش ترانه‌های دیجیتال ملل ایالات متحده (بیلبورد) | ۱               |

## فروش
| جدول         | فروش    |
| ------------ | ------- |
| کرهٔ جنوبی    | ۸۵۶٬۳۷۳ |
| ایالات متحده | ۱۰۰٬۰۰۰ |

## تاریخچهٔ انتشار
| منطقه | تاریخ انتشار   | قالب                  | نسخه  | ناشر                                |
| ----- | -------------- | --------------------- | ----- | ----------------------------------- |
| مختلف | ۲ مهٔ ۲۰۱۶      | دانلود دیجیتال استریم | کره‌ای | بیگ هیت اینترتینمنت                 |
| مختلف | ۷ سپتامبر ۲۰۱۶ | دانلود دیجیتال استریم | ژاپنی | بیگ هیت یونیورسال ژاپن ویرجین دف جم |